# Artigues (Ariège)
Artigues ist eine französische Gemeinde mit 32 Einwohnern (Stand 1. Januar 2022) im Département Ariège in der Region Okzitanien. Sie gehört zum Kanton Haute-Ariège und zum Arrondissement Foix.
Nachbargemeinden sind Rouze im Norden, Le Pla im Osten, Fontrabiouse im Süden, Orlu im Südwesten und Mijanès im Westen.

## Bevölkerungsentwicklung

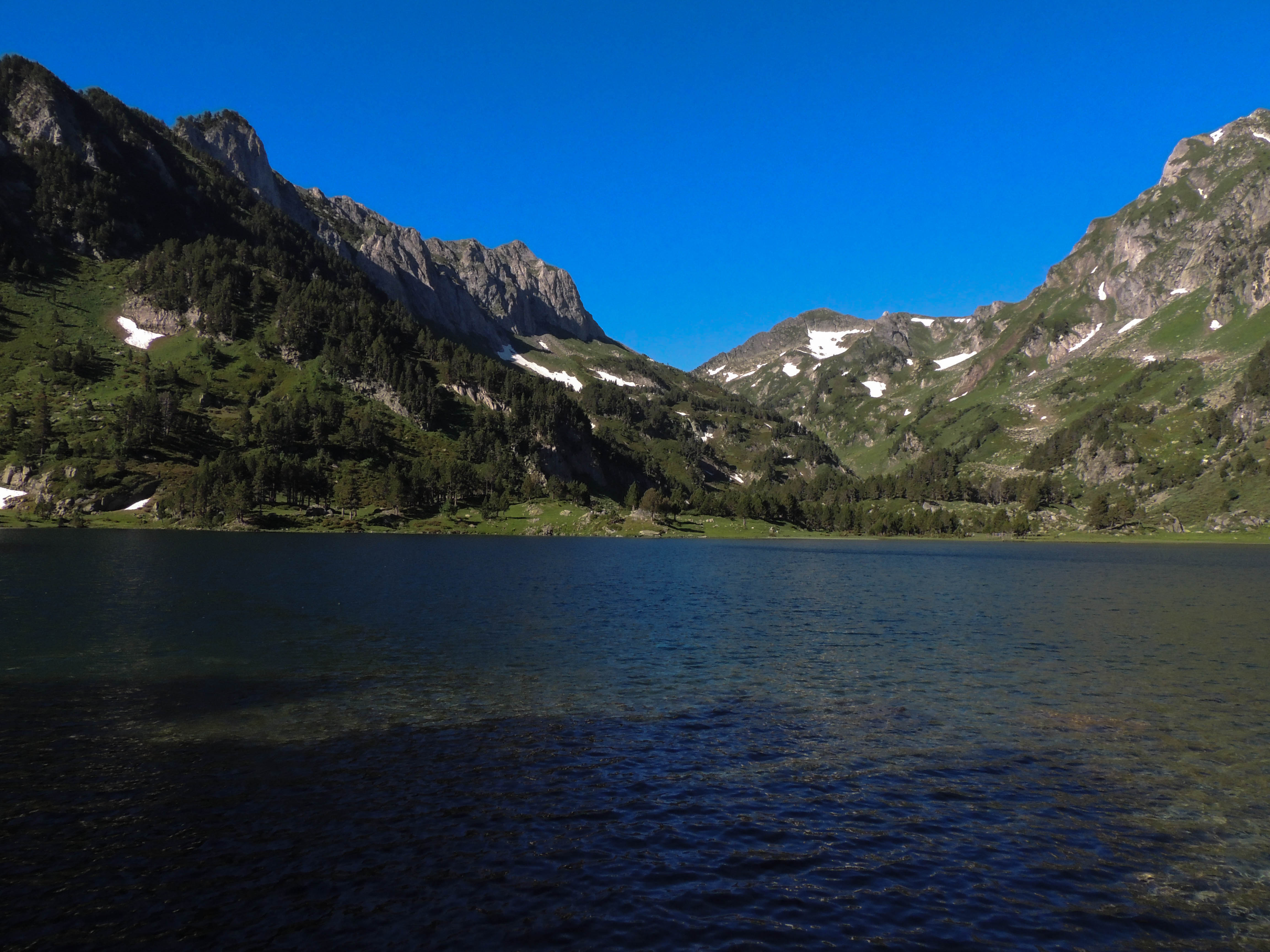
Der Étang de Laurenti, ein auf 1.935 Metern über Meereshöhe gelegener Gebirgssee bei Artigues in den Pyrenäen

| Jahr      | 1962 | 1968 | 1975 | 1982 | 1990 | 1999 | 2008 | 2015 |
| --------- | ---- | ---- | ---- | ---- | ---- | ---- | ---- | ---- |
| Einwohner | 67   | 60   | 50   | 29   | 21   | 38   | 62   | 54   |